# Albert Pfluger
Albert Pfluger (13 octobre 1907, Oensingen - 14 septembre 1993, Zürich) est un mathématicien suisse, spécialisé dans la théorie des fonctions complexes.

## Biographie
Pfluger, fils d'agriculteur, fréquente l'école secondaire de Stans. Il étudie ensuite les mathématiques à l'École polytechnique fédérale de Zurich, où en 1935 il obtient un doctorat sous la direction de George Pólya avec la thèse Über eine Interpretation gewisser Konvergenz- und Fortsetzungseigenschaften Dirichlet'scher Reihen  . Par la suite, il devient professeur de Gymnase à l'école cantonale de Zoug et à l'école cantonale de Soleure. Il obtient son habilitation en 1938 et devient en 1939 professeur extraordinaire de mathématiques appliquées et de physique mathématique à l'Université de Fribourg. À l'ETH Zürich, il devient professeur extraordinarius en 1940 et en 1943 professeur ordinarius dans la chaire professorale laissée vacante par George Pólya en 1940. Pfluger prend sa retraite de l'ETH Zürich en 1978 et devient professeur émérite.
Il fait des recherches sur la théorie de la distribution des valeurs de Rolf Nevanlinna, la théorie du potentiel, les cartes conformes et la cartographie quasi-conforme, ainsi que les surfaces de Riemann. En 1957, la monographie de Pfluger Theorie der Riemannschen Flächen est publiée dans la série de Springer Grundlehren der mathematischen Wissenschaften. Avec Joseph Hersch, il introduit en 1952 une fonction (maintenant appelée fonction de distorsion de Hersch-Pfluger) utile pour estimer la distorsion des applications quasi conformes. Des fonctions entières avec certaines propriétés de régularité sont introduites et largement étudiées par Pfluger et Boris Levin. Ces fonctions sont maintenant qualifiées de fonctions de croissance tout à fait régulière au sens de Levin et Pfluger.
Pfluger sert un mandat de deux ans en tant que président de la Société mathématique suisse en 1950-1951. En 1973, il est élu membre étranger de l'Académie finlandaise des sciences. Peter Henrici et Heinz Rutishauser sont parmi ses doctorants.